# Hartmut Rosa
Pour les articles homonymes, voir Rosa.
Hartmut Rosa, né le 15 août 1965 à Lörrach, est un sociologue, philosophe et universitaire allemand, professeur à l'université Friedrich-Schiller d'Iéna et directeur du Max-Weber-Kolleg (de) à Erfurt. Il fait partie d'une nouvelle génération de penseurs travaillant dans le sillage de la théorie critique (École de Francfort).

## Biographie
Il obtient son diplôme d'études secondaires (Hochrhein-Gymnasium Waldshut) en 1985 après avoir terminé son service civil, il commence à étudier les sciences politiques, la philosophie et les études allemandes à l'Université de Fribourg à l'université de Fribourg-en-Brisgau, puis il obtient en 1997 un doctorat en sciences sociales de l'université Humboldt de Berlin. Sa thèse, publiée en 1998, porte sur la philosophie sociale et politique de Charles Taylor. Il réalise un postdoctorat à la London School of Economics. De (1996-1997) il travaille comme assistant de recherche à la chaire de Science Politique III à l'Université de Mannheim (1996-1997) et comme assistant de recherche à l'Institut de Sociologie de l'université de Iéna (1997-1999).
Durant l'été 2004, il a occupe le poste de président adjoint de Science Politique/Théorie Politique à l'Université de Duisburg-Essen. Pendant les semestres d'hiver 2004-2005 et d'été 2005, respectivement, il occupe le poste de président adjoint de science politique à la Faculté de Philosophie et Sciences Sociales de l'Université d'Augsbourg.
Il est nommé professeur de sociologie générale et théorique à l'Université Friedrich-Schiller d'Iéna en 2005. Il y a été porte-parole du groupe de recherche financé par la Fondation allemande pour la recherche, « Landtake, Acceleration, Activation (Post-Growth Society) », qui traite de la critique de la croissance.
Il figure parmi « les 35 penseurs qui influencent le monde » choisis par Le Nouveau Magazine littéraire en décembre 2018.

## Travaux

### Accélération. Une critique sociale du temps
Dans son premier ouvrage publié en français en 2010, Hartmut Rosa se propose de reformuler la théorie sociale actuelle en décrivant la modernité à partir du phénomène d'accélération sociale, qu'il définit comme une "augmentation quantitative par unité de temps". Ce phénomène se décompose selon trois dimensions, :
- Accélération technique : déplacements et communications plus rapides (« rétrécissement de l'espace ») ;
- Accélération des changements sociaux : changements plus rapides des habitudes et des modes (« rétrécissement du présent ») ;
- Accélération du rythme de nos vies : impression de manque de temps permanent.

### Aliénation et accélération
En 2010, Hartmut Rosa publie, en anglais, une synthèse de sa réflexion sur l'accélération sociale qu'il articule à l'idée marxiste d'aliénation. Le titre français complet est Aliénation et accélération. Vers une théorie critique de la modernité tardive. Rosa y affirme une évolution de la société occidentale moderne depuis les années 1980, raison pour laquelle il nomme l'âge qui s'ouvre « modernité tardive » (pour indiquer que le cadre général est toujours celui de la modernité mais qu'elle subit une inflexion particulière depuis cette époque).
Dans son introduction, Rosa présente son projet, à savoir un essai sur la vie moderne pour répondre à la question : qu'est-ce qu'une vie bonne ? — et pourquoi nous fait-elle défaut. Cet essai se déploie à partir de la logique de l'accélération sociale envisagée comme aliénation.
Le livre est composé de trois grandes parties : 
- Première partie : Une théorie de l'accélération sociale

Rosa propose de distinguer trois catégories d'accélération sociale :
1. L'accélération technique, c'est-à-dire une accélération intentionnelle de processus orientés vers un but, dans les domaines des transports, de la communication et de la production, dont l'effet est la compression de l'espace par le temps (par exemple : plus de kilomètres parcourus en moins de temps).
2. L'accélération du changement social (attitudes, valeurs, modes, relations et obligations, groupes, etc.) caractérisée par une compression du présent, en particulier dans le travail (plusieurs métiers en une vie) et dans la famille (divorces).
3. L'accélération du rythme de vie, manifestée par la famine temporelle qui se dévoile par l'augmentation du nombre d'actions ou d'épisodes par unité de temps, conséquence du désir de faire plus en moins de temps. Le paradoxe est que l'accélération technique devrait augmenter le temps libre (courriel, voiture, lave-linge) mais les activités ainsi rendues possibles croissent plus, d'où l'impression de manquer de temps.

- Deuxième partie : L'accélération sociale et les versions contemporaines de la Théorie critique

- Troisième partie : Contours d'une théorie critique de l'accélération sociale

### Résonance. Une sociologie de la relation au monde
Onze ans après Accélération, Hartmut Rosa publie une seconde somme aux contours théoriques ambitieux. Critique vis-à-vis de la sociologie mainstream dont il qualifie l'approche de « ressourciste », Hartmut Rosa propose dans cet ouvrage de refonder la sociologie dans la direction d'une sociologie de la relation au monde. Cette sociologie se veut ouvertement normative et se donne pour objet de dresser les contours de ce qu'est une vie bonne, à savoir une relation au monde réussie.

#### Résonance et aliénation
Les deux concepts dialectiques de résonance et d'aliénation sont au cœur de l'ouvrage.
- La résonance est définie comme « une forme de relation au monde associant affection et émotion, intérêt propre et sentiment d'efficacité personnelle, dans laquelle le sujet et le monde se touchent et se transforment mutuellement »[7]. La résonance est donc une relation de réponse dans laquelle le monde et le sujet parlent de leur propre voix. Ça n'est pas un simple état émotionnel : si les larmes peuvent attester d'un état de tristesse, celles-ci témoignent de l'établissement d'une relation de résonance entre le sujet et ce qui cause sa peine.
- L'aliénation est définie comme « une forme spécifique de relation au monde dans laquelle le sujet et le monde sont indifférents ou hostiles (répulsifs) l'un à l'autre et donc déconnectés »[8].

## Publications (sélection)
- Identität und kulturelle Praxis. Politische Philosophie nach Charles Taylor, Frankfurt am Main/New York: Campus 1998, zugleich Diss., HU Berlin 1997
- Beschleunigung. Die Veränderung der Zeitstrukturen in der Moderne, Suhrkamp, Frankfurt am Main 2005, zugleich Habil.-Schrift, Univ. Jena 2004  (ISBN 3518293605) Trad. : Accélération : une critique sociale du temps (trad. de l'allemand), Paris, La Découverte, 2010, 486 p. (ISBN 978-2-7071-7709-4)
- Weltbeziehungen im Zeitalter der Beschleunigung: Umrisse einer neuen Gesellschaftskritik, Suhrkamp Verlag, Berlin 2011  (ISBN 978-3-518-29577-9)
- Alienation and Acceleration:Towards a Critical Theory of Late-Modern Temporality, Nordic Summer University Press, 2010 Trad. : Aliénation et accélération : vers une théorie critique de la modernité tardive (trad. de l'anglais), Paris, La Découverte, 2012, 157 p. (ISBN 978-2-7071-7138-2)
- Articles « Accélération » et « Résonance » in : Philippe Zawieja et Franck Guarnieri (coord), Dictionnaire des risques psychosociaux, Paris, Éditions du Seuil, 2014, 882 p. (ISBN 978-2-02-110922-1), p. 14-15 et 647-649
- Résonance : une sociologie de la relation au monde [« Resonanz : eine Soziologie der Weltbeziehung »] (trad. de l'allemand), Paris/27-Mesnil-sur-l'Estrée, La Découverte, septembre 2018, 544 p. (ISBN 978-2-7071-9316-2). Nouvelle édition (édition de poche), La Découverte, mai 2021, 726 p.[9]
- Remède à l'accélération : impressions d'un voyage en Chine et autres textes sur la résonance, Philosophie magazine, 2018, 93 p. (ISBN 978-2-900818-00-8)
- Rendre le monde indisponible (trad. de l'allemand), Paris/45-Malesherbes, La Découverte, 2020, 144 p. (ISBN 978-2-348-04588-2)[3] (traduit de l'allemand Unverfügbarkeit, 2018, Residenz Verlag, par Olivier Mannoni)
- Pédagogie de la résonance : Entretiens avec Wolfgang Endres (trad. de l'allemand), Paris/53-Mayenne, Le Pommier, 2022, 200 p. (ISBN 978-2746526037)
- Pourquoi la démocratie a besoin de la religion : A propos d'une relation de résonance singulière (trad. Isis von Plato, préf. Charles Taylor), La Découverte, 2023, 80 p. (ISBN 9782348079627)[10].